# Mohylové kultury

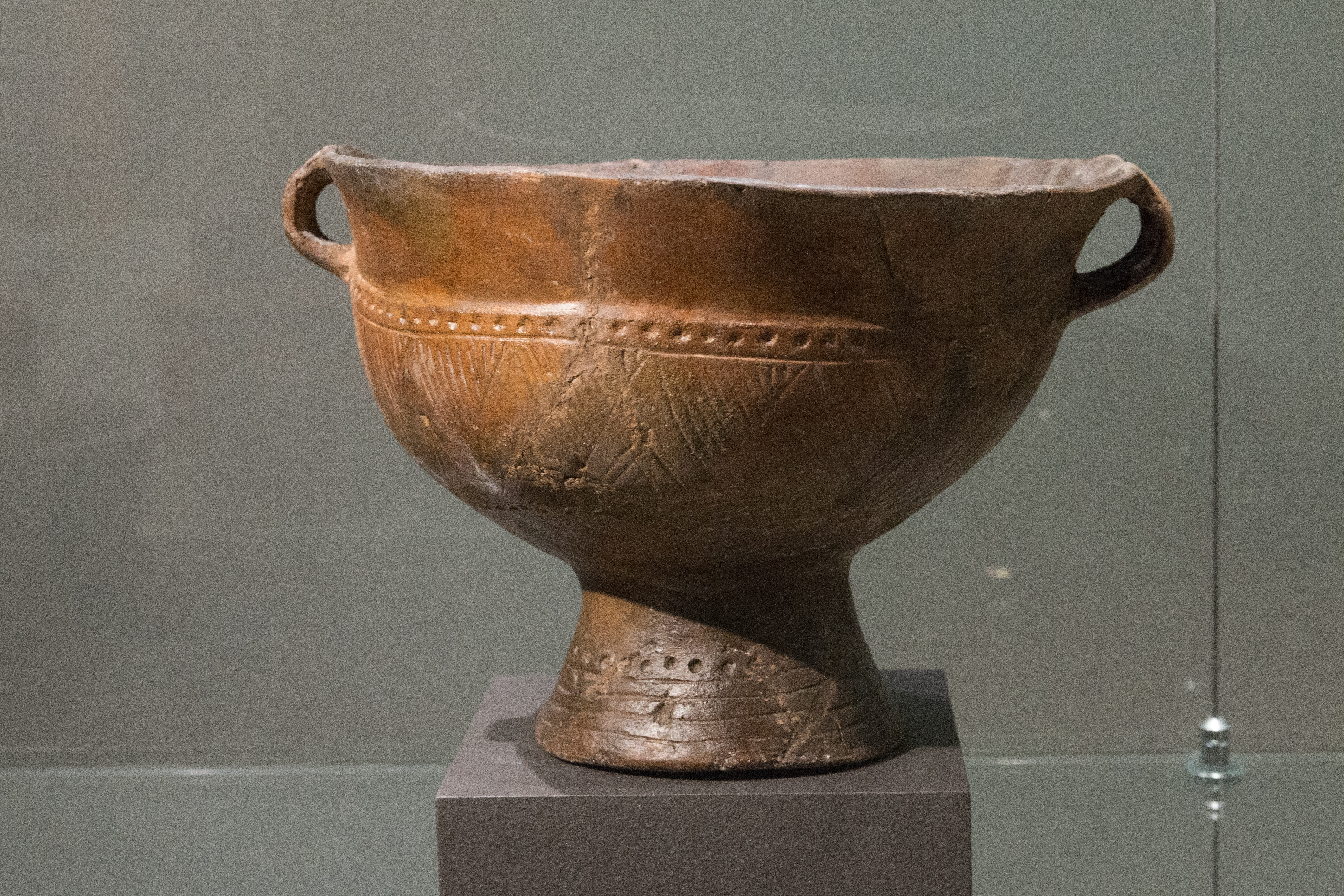
Zdobená keramická nádoba z období mohylových kultur v Západočeském muzeu

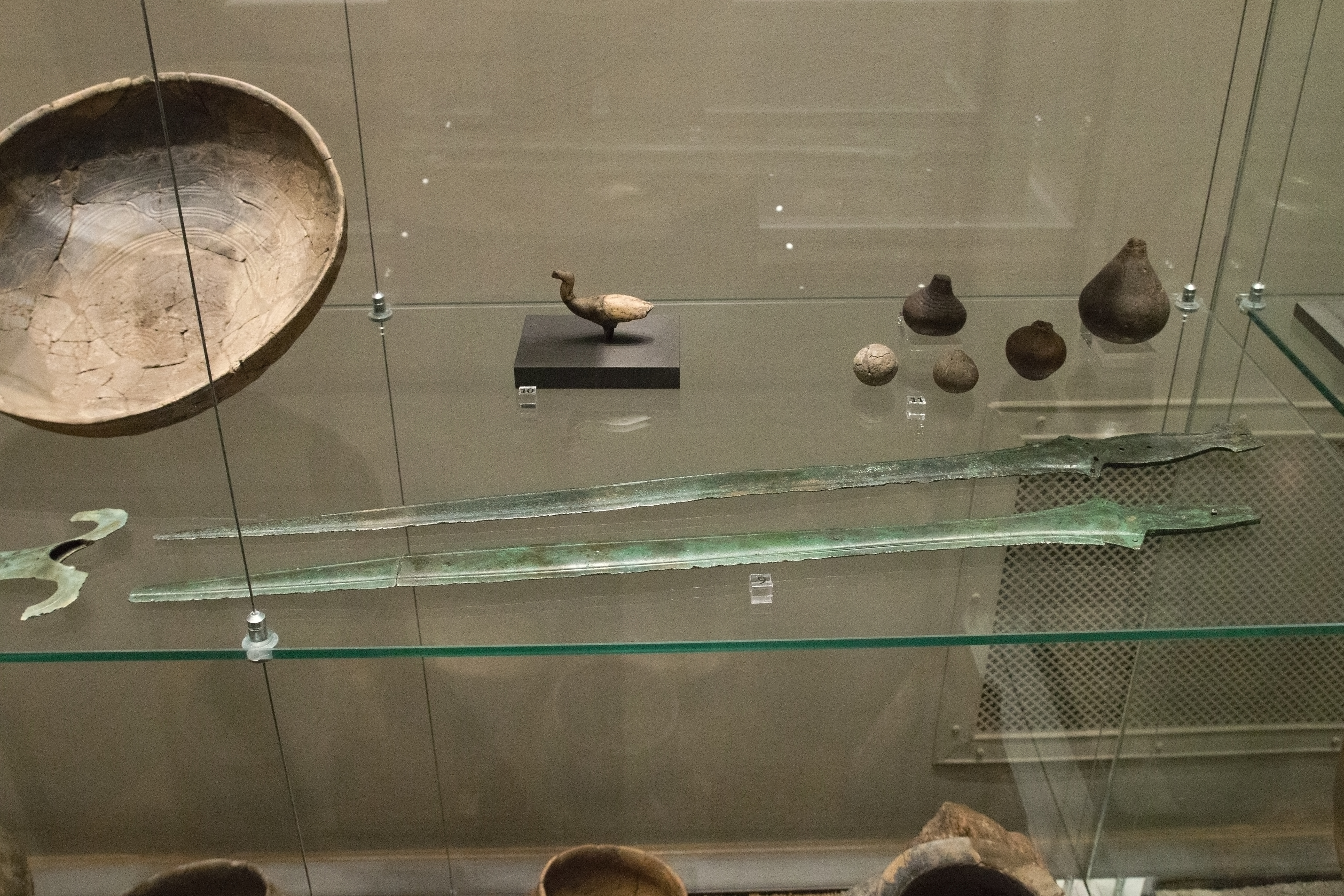
Bronzové meče z období mohylových kultur v Západočeském muzeu

Mohylové kultury nebo komplex mohylových kultur je komplex příbuzných archeologických skupin, které existovaly ve střední době bronzové, přesněji v 15.–13. století př. n. l.

## Původ
Mohylové kultury vznikly v širší oblasti středního Podunají, odkud se šířily proti proudu Dunaje směrem do severozápadního Německa a severovýchodní Francie. Rychlý vznik a rozmach těchto kultur není plně objasněn. Některé z oblastí, které se ke komplexu počítají, byly pravděpodobně kolonizovány z vyspělejších center, ale zmapovat toky migrace je obtížné. Pro všechny mohylové kultury je typická rozvinutá bronzová industrie (sekery, meče, nože, hroty kopí, toaletní náčiní). Nalezeny byly povětšinou v hrobech, kostrových i žárových, které byly typicky překryty mohylami, často seskupenými do mohylníků. U západních skupin převažovalo chovatelství (například českofalcká skupina), východnější skupiny byly zemědělské (středodunajská a karpatská mohylová kultura).

## Regionální členění
- kultury od Alsaska na západě, po severní úpatí Alp na jihu, zhruba po Hesensko na severu a kultury v Karpatské kotlině, tedy zejména:
  - mohylová kultura v užším smyslu (jižní Německo)
  - emslandsko-oldenburská skupina
  - lüneburská skupina
  - meklenburská skupina
  - předlužická kultura
  - karpatská mohylová kultura
  - středodunajská mohylová kultura
  - další archeologické skupiny v jihovýchodní Karpatské kotlině
- v širším smyslu kultury tzv. severské doby bronzové (severní Německo, severní Polsko, Pobaltí, Dánsko a jižní Skandinávie)

Tyto kultury byly završením rozsáhlých změn v hospodářském a kulturním vývoji, provázeném klimatickými změnami (zhoršení počasí) na území stávajících kultur. Tyto kultury zřejmě vznikly v Německu u Rýna a odtud se šířily zejména na jihovýchod. Příbuzné mohylovým kulturám byly i pilinská kultura, otomanská kultura a severopanonská kultura.

### Česko
Na území Česka se mohylové kultury rozšířily pravděpodobně ve všech oblastech osídlených ve starší době bronzové. V jižních a západních Čechách byla rozšířena českofalcká mohylová kultura. Ve východních Čechách jsou nálezy z období mohylových kultur vzácné a ostatní osídlená území náležela střododunajské mohylové kultuře. Ta byla typická i pro oblast jižní Moravy, zatímco střední a severní Morava a Slezsko byly osídleny svébytnou větví mohylových kultur označovanou dříve jako předlužická kultura. Artefakty ze severní Moravy se však liší od nálezů ze slezské předlužické kultury.

### Slovensko
Na Slovensku se vyskytovaly:
- Karpatská mohylová kultura
- Středodunajská mohylová kultura